# Aldo Cadario
Aldo Cadario (Portacomaro, 12 agosto 1918 – Torino, 9 gennaio 2002) è stato un calciatore italiano, di ruolo centrocampista.

## Carriera
Interno di centrocampo, giocò in Serie A con Torino e Brescia.
Esordì in Serie A a Roma il 12 dicembre 1937 con la pesante sconfitta Lazio-Torino (6-0).